# Otto Fahlgren
Otto Fahlgren, född 8 december 2001, är en svensk skådespelare.
Fahlgren har bland annat medverkat i TV-serien Björnstad. Han har även medverkat i långfilmerna Håkan Bråkan och Upproret.

## Filmografi (i urval)
- 2020 – Björnstad (TV-serie)
- 2022 – Håkan Bråkan
- 2023 – Upproret